# Dihidroalprenolol
Dihidroalprenolol (DHA) je hidrogenovani alprenololni derivat koji deluje kao beta-adrenergički blokator. Kada je dodatni atom vodonika tricijum, to je radioaktivno obeleženi oblik alprenolola, koji se koristi za obeležavanje beta-adrenergičkih receptora za izolaciju.

## Fizičkohemijska svojstva
On ima XLogP3 vrednost od 3,4. Njegov broj donora vodonične veze je 2, a akceptora vodonične veze je 3. Njegova površina je 41,5 Å² i ima 18 teških atoma.